# Judi Brown
Judith Lynne Brown Clarke, nata Brown, precedentemente Brown-King (Milwaukee, 14 luglio 1961), è un'ex ostacolista e politica statunitense, vincitrice di una medaglia d'argento ai Giochi olimpici di Los Angeles 1984.

## Palmarès
| Anno | Manifestazione      | Sede         | Evento | Risultato  | Prestazione | Note |
| ---- | ------------------- | ------------ | ------ | ---------- | ----------- | ---- |
| 1983 | Giochi panamericani | Caracas      | 400 hs | Oro        | 56"03       |      |
| 1983 | Mondiali            | Helsinki     | 400 hs | semifinale | 57"98       |      |
| 1984 | Giochi olimpici     | Los Angeles  | 400 hs | Argento    | 55"20       |      |
| 1987 | Giochi panamericani | Indianapolis | 400 hs | Oro        | 54"23       |      |
| 1987 | Mondiali            | Roma         | 400 hs | 8ª         | 56"10       |      |

## Altre competizioni internazionali
1985
- Argento in Coppa del mondo ( Canberra) - 400 hs - 55"10
- Oro in IAAF Grand Prix Final ( Roma) - 400 hs - 54"38